# 봉자바라
"봉자바라"(Trauma)는 한국에서 제작된 조명희 감독의 2001년 코미디 영화이다. 김종욱 등이 주연으로 출연하였다.

## 출연

### 주연
- 김종욱
- 강대규
- 김병철

## 기타
- 조명: 김동필
- 믹싱: 이육호